# Desmopsis bibracteata
Desmopsis bibracteata (B.L.Rob.) Saff. – gatunek rośliny z rodziny flaszowcowatych (Annonaceae Juss.). Występuje naturalnie w Salwadorze, Nikaragui, Kostaryce oraz Panamie. 

## Morfologia
PokrójZimozielone drzewo lub krzew dorastające do 6 m wysokości.
LiścieMają kształt od eliptycznego do podłużnie eliptycznego. Mierzą 4,5–13,5 cm długości oraz 1,5–5,5 cm szerokości. Nasada liścia jest klinowa lub zbiega po ogonku. Wierzchołek jest prawie zaokrąglony. Ogonek liściowy jest owłosiony i dorasta do 2–5 mm długości.
KwiatySą pojedyncze lub zebrane w pary. Rozwijają się w kątach pędów. Działki kielicha mają owalny kształt i dorastają do 3–4 mm długości. Płatki zewnętrzne mają lancetowato trójkątny kształt i osiągają do 18 mm długości, natomiast wewnętrzne są podłużne i mierzą 23 mm długości. Kwiaty mają około 140 pręcików i 17–22 słupków.
OwocePojedyncze. Mają cylindryczny kształt. Osiągają 15 mm długości. Osadzone są na szypułkach.

## Biologia i ekologia
Rośnie w lasach zrzucających liście. Występuje na wysokości do 900 m n.p.m. Kwitnienie i owocowanie ma miejsce przez cały rok